# Alok
Alok Achkar Peres Petrillo, noto semplicemente come Alok (Goiânia, 25 agosto 1991), è un disc jockey e produttore discografico brasiliano.
Tra i migliori DJ sulla scena mondiale, da vari anni è presente nella Top100 DJs di DJ Magazine, con il piazzamento più alto al numero 4 nel 2021, nel 2022, nel 2023 e nel 2024(primo brasiliano di sempre nella Top5 della classifica).

## Biografia
Petrillo è il figlio del DJ Ekanta e di Juarez Petrillo, anche loro pionieri della Psy-trance del paese e creatori dell'Universo Parallelo, festival di musica elettronica di Bahia. Alok ha iniziato la sua carriera all'età di 12 insieme a suo fratello gemello Bivitelino Bhaskar Petrillo. A 19 anni ha perseguito la carriera da solista, diventando una delle icone più importanti della scena elettronica brasiliana, ricevendo anche onori e riconoscimenti, come ad esempio il Miglior DJ in Brasile, assegnatogli dalla DJ Mag per due volte consecutive (negli anni 2014 e 2015) oppure l'unico brasiliano nella top 25 del mondo di DJ Magazine, negli anni 2016, 2017 e 2019 (rispettivamente 25º, 19º ed 11º in classifica). Nel 2018 si piazzó al 13º posto della prestigiosa classifica, ma non fu l'unico brasiliano nella Top 25, in quanto Vintage Culture occupó la 19ª posizione.
 Nel 2004, lui e suo fratello frequentarono la sala prove di loro padre. Interessati ai remix, con l'aiuto di DJ Zumbi e Pedrão, amici di famiglia, hanno imparato a mixare le canzoni, ed ognuno ha intrapreso percorsi diversi: uno la tastiera e l'altro la chitarra. Poco dopo, Dick Trevor ha installato un programma di editing musicale, Pro Logic, sul computer di Swarup, portando loro più vicino al mondo della musica.
Alok e suo fratello hanno partecipato alle presentazioni eseguite dai loro genitori alle feste di psy-trance, creando ben presto il progetto Logica.
Petrillo è anche il fondatore di Up Club Records, un'etichetta discografica specializzata nella scoperta di nuovi talenti della musica elettronica.
Il brano Party Never Ends, prodotto con l'olandese Quintino e pubblicato nel 2019, ha raggiunto le 25 milioni di riproduzioni sulla piattaforma online Spotify nel mese di luglio 2020.
Nel 2020 Alok partecipa come attore al film Ricchi d'amore, di Bruno Garotti e Anita Barbosa; nello stesso anno, il produttore raggiunge la posizione numero 5 nella prestigiosa classifica annuale di DJ Mag. Nel 2021 e nel 2022 si posiziona per due volte consecutive alla posizione 4 della medesima classifica.

## Top 100 DJ Magazine
Classifica annuale stilata dalla rivista DJ Magazine.
| DJ   | 2015 | 2016 | 2017 | 2018 | 2019 | 2020 | 2021 | 2022 | 2023 | 2024 |
| ---- | ---- | ---- | ---- | ---- | ---- | ---- | ---- | ---- | ---- | ---- |
| Alok | 44   | 25   | 19   | 13   | 11   | 5    | 4    | 4    | 4    | 4    |

## Discografia

### Album in studio
- 2024 – The Future Is Ancestral

### Singoli
- 2012 – Superstition
- 2012 – We Need Hip Hop
- 2013 – Put Some Sax On
- 2013 – Arabe
- 2014 – Higher
- 2014 – Naughty People (con Yves Paquet)
- 2014 – I Know You Feel It
- 2014 – House Hop
- 2014 – Play My Game
- 2015 – The Future
- 2015 – Winter Sunset (con Dazzo e Ellie Ka)
- 2015 – Who Gives (con Shapeless)
- 2015 – Yawanawa
- 2015 – Feels Good (con Diego Miranda)
- 2015 – Freedom in the Valley (con Dressel, Daavar & Zeppeliin)
- 2016 – Liquid Blue (con Dazzo)
- 2016 – I Need the Bass (con Sevenn)
- 2016 – Mix Forever
- 2016 – Addiction (con Nytron)
- 2016 – Me & You (con Iro)
- 2016 – Byob (con Sevenn)
- 2016 – Bolum Back (con Liu)
- 2016 – Do It (con Dazzo e Barja)
- 2016 – All I Want (con Liu e Stonefox)
- 2016 – Hear Me Now (con Bruno Martini e Zeeba)
- 2017 – Sirene (con Cat Dealers)
- 2017 – Fuego (con Bhaskar)
- 2017 – Alien Technology (con Hi-Lo)
- 2017 – Big Jet Plane (con Mathieu Koss)
- 2017 – Never Let Me Go (con Bruno Martini e Zeeba)
- 2018 – Innocent (con Yves V feat. Gavin James)
- 2018 – Ocean (con Zeeba e Iro)
- 2018 – Próximo amor (con Luan Santana)
- 2019 – Pray (con Conor Maynard)
- 2019 – Metaphor (con Timmy Trumpet)
- 2019 – All the Lies (con Felix Jaehn feat. The Vamps)
- 2019 – Do It Again (con Steve Aoki)
- 2019 – E depois (que sorte a minha) (con Seu Jorge feat. BiD)
- 2019 – Party Never Ends (con Quintino)
- 2019 – The Wall (con Sevenn)
- 2019 – Tell Me Why (con Harrison)
- 2019 – Vale vale (con Zafrir)
- 2019 – Table for 2 (con Iro)
- 2019 – Killed by the City (con Bhaskar)
- 2019 – I Don't Wanna Talk (con Hugel feat. Amber van Day)
- 2019 – On & On (con Dynoro)
- 2020 – The Book Is on the Table (con Jørd e DJ MP4)
- 2020 – Free My Mind (con Rooftime e Dubdogz)
- 2020 – Symphonia (con Sevenn)
- 2020 – Hear Me Tonight (con Thrdl!fe)
- 2020 – Don't Cry for Me (con Martin Jensen e Jason Derulo)
- 2020 – Party on My Own (con Vintage Culture feat. Faulhaber)
- 2020 – Alive (It Feels Like)
- 2020 – Don't Say Goodbye (con Iikay Sencan feat. Tove Lo)
- 2021 – Rapture (con Daniel Blume)
- 2021 – Love Again (con i Vize feat. Alida)
- 2021 – It Don't Matter (con Sofi Tukker e Inna)
- 2021 – In My Mind (con John Legend)
- 2021 – Ameno (con Gaullin e Kohen)
- 2021 – Domino (con Vintage Culture feat. Oxia)
- 2021 – Wherever You Go (con John Martin)
- 2021 – Joga duro (con Ludmilla e Orochi)
- 2021 – Squid Game (Let's Play)
- 2021 – Typical (con Steve Aoki feat. Lars Martin)
- 2022 – Un ratito (con Luis Fonsi e Lunay feat. Lenny Tavárez e Juliette)
- 2022 – Side Effect (feat. Au/Ra)
- 2022 – Keep Walking (con Rooftime)
- 2022 – Meu amor (con Ixã)
- 2022 – Run Into Trouble (con Bastille)
- 2022 – Deep Down (con Ella Eyre e Kenny Dope feat. Never Dull)
- 2022 – Always Feel Like
- 2022 – All by Myself (con Sigala ed Ellie Goulding)
- 2023 – Work with My Love (con James Arthur)
- 2023 – Car Keys (Ayla) (con Ava Max)
- 2024 – Deep in Your Love (con Bebe Rexha)
- 2024 – Tsunami (con Ely Oaks)
- 2024 – Lua (con Ana Castela e Hungria)
- 2024 – Monster (con A7S)
- 2024 – Black Widow (con Kickbait e Ceres)
- 2024 – Nossos dias (con Zeeba)
- 2024 – Looking for Love (feat. Anitta)

### Remix
- 2020 - Mick Jagger - Gotta Get A Grip (Alok Remix)
- 2020 – The Rolling Stones - Living in a Ghost Town (Alok Remix)
- 2020 - Dua Lipa - Physical (Alok Remix)
- 2020 - Meduza x Goodboys - Piece Of Your Heart (Alok Remix)
- 2021 - Alan Walker e Imanbek - Sweet Dreams - With Alok
- 2021 - Zara Larsson - Right Here (Alok Remix)
- 2021 - Masked Wolf - Astronaut In The Ocean (Alok Remix)
- 2021 - Issam Alnajjar & Danna Paola - Si Tú Vuelas (Hadal Ahbek) [Alok Remix]
- 2021 - SLANDER ft. Dylan Matthew - Love Is Gone (Alok Remix)
- 2021 - Joel Corry X Jax Jones ft. Charli XCX & Saweetie - Out Out (Alok Remix)
- 2021 - Oliver Tree - Life Goes On (Alok Remix)
- 2021 - Ed Sheeran - Shivers (Alok Remix)